# Rhaphidophora (växter)
Rhaphidophora (Fingerrankesläktet) är ett växtsläkte ur familjen kallaväxter (Araceae). Den vanligaste är Rhaphidophora tetrasperma som oftast förknippas med monsterasläktet som "mini monstera".